# Kotlina (Chorwacja)
Kotlina – wieś w Chorwacji, w żupanii osijecko-barańskiej, w gminie Kneževi Vinogradi. W 2011 roku liczyła 288 mieszkańców.